# Dixie Willson
Dixie Willson, właśc. Dixie Lucile Reiniger Willson (ur. 30 lipca 1890 w  Estherville, zm. 6 lutego 1974) – amerykańska poetka, scenarzystka, autorka książek dla dzieci, powieści i opowiadań.

## Życiorys
Urodziła jako najstarsze dziecko Johna i Rosalie Willsonów. Jej matka, Rozalia (zm. 1931) była utalentowaną aktorką, muzyczką i poetką. W swojej społeczności  walczyła o prawa kobiet, dzieci i zwierząt. Jej ojciec, John (zm. 1931), również był muzykiem, pracował w różnych dziedzinach: nieruchomościach, bankowości, budownictwie i zarządzaniu. W 1893, gdy Dixie miała trzy lata rodzina przeprowadziła się do Mason City (Iowa). Jej bracia Cedric i Meredith urodzili się odpowiednio w latach 1900 i 1902.
Rozpoczęła swoją karierę w młodym wieku i regularnie pisała felietony do sekcji dziecięcej w sobotnim wydaniu Globe Gazette. Jej pierwsze  opowiadanie ukazało się w Chicago World-Herald (1905). W wieku 17 lat zdobyła pierwszą nagrodę za pracę w konkursie reklamowym Munsing Underwear. Pisarka ukończyła Mason City High School (1907) i Iowa State Normal College (obecnie UNI, 1910). Przez dwa lata pracowała w przedszkolu w Independence (Iowa)  i przez rok w Hamilton (Montana). Następnie wróciła do Mason City i pisała komedie muzyczne dla Mason City Civic League. Wyszła za mąż za Benjamina Lamperta w 1915, z którym życie małżeńskie rozpoczęła w Oshkosh (Wisconsin), gdzie Ben przejął rodzinną firmę drzewną. Para rozwiodła się polubownie, a pisarka przeprowadziła się do Chicago; następnie do Nowego Jorku, gdzie kontynuowała pisanie. Przełom w jej karierze nastąpił w 1918, kiedy Robert H. Davis, wydawca czasopism Munsey, zaakceptował jedno z jej opowiadań, które opublikował i zachęcił do napisania kolejnych. W latach 20-40. XX w. wiersze i opowiadania poetki regularnie pojawiały się w różnych czasopismach. Na podstawie jej opowiadania powstał film pt. God Gave Me Twenty Cents, który został pokazany na otwarciu Paramount Theatre (Manhattan) w Nowym Jorku i dostał nagrodę dla najlepszego filmu przed erą Oscarów.  Aby zdobyć nowe doświadczenia w 1920 dołączyła do Ringling Brothers Circus i podróżowała z nimi jako jeździec na słoniach. Książki oparte na tym doświadczeniu to m.in. The Empty Elephant i Circus ABC. Później pracowała jako stewardesa i napisała książkę Hostess of the Skyways. Jej inne powieści to m.in. Little Texas: A Story of the Circus i Where The World Folds Up at Night.  W 1930 zaczęła tworzyć serię zabawek-zestawów teatralnych dla dzieci, m.in. Cyrk Kopciuszek, Tajemnica obozu cygańskiego i Karawana kowbojska. Każdy showbox zawierał scenariusz, dekoracje, ulotki, plakaty, bilety i kostiumy. Jej książki dla dzieci to Pinky Pup i Honey Bear, ilustrowana przez Maginel Wright Barney, siostrę Franka Lloyda Wrighta. W 1945 pisarka wyszła ponownie za mąż za Charlesa E.H. Haydena. Małżeństwo trwało do lat 60. XX w. Dixie pisała również sztuki teatralne, scenariusze, w tym radiowe oraz artykuły do czasopism.